# Bengalia pygomalaya
Bengalia pygomalaya är en tvåvingeart som beskrevs av Andy Z. Lehrer 2005. Bengalia pygomalaya ingår i släktet Bengalia och familjen spyflugor. Inga underarter finns listade i Catalogue of Life.